# Пармская епархия УГКЦ
Пармская епархия УГКЦ или Епархия святого Иосафата в Парме (лат. Eparchia Sancti Iosaphat Parmensis) — епархия Украинской грекокатолической церкви с центром в городе Парма, США. Епархия святого Иосафата входит в Филадельфийскую митрополию. Кафедральным собором епархии святого Иосафата является церковь святого Иосафата.

## История
5 декабря 1983 года Святой Престол учредил епархию святого Иосафата в Парме Украинской грекокатолической церкви, выделив её из Филадельфийской архиепархии.

## Ординарии епархии
- епископ Роберт Михаил Москаль (5.12.1983 — 29.07.2009);
- епископ Иоанн Бура (29.07.2009 — 4.11.2014) — епархиальный администратор.
- епископ Богдан Данило (с 7 августа 2014 года).

## Источник
- Annuario Pontificio, Libreria Editrice Vaticana, Città del Vaticano, 2003, ISBN 88-209-7422-3